# 小山街道
小山街道，是中华人民共和国河北省唐山市路南区下辖的一个乡镇级行政单位。

## 行政区划
小山街道下辖以下地区：
双桥里社区、宋南里社区、小山隆义里社区、花园里社区、联合里社区、吉祥里社区、南厂西里社区和南厂东里社区。